# شابه زهوانیه
شابه زهوانیه (انگلیسی: Cheba Zahouania؛ زاده ۱۵ مه ۱۹۵۹) با نام اصلی حلیمه مازی یک خواننده زن اهل الجزایر است.

## زندگی‌نامه
حلیمه مازی در اوران الجزایر از پدری مراکشی و مادری الجزایری در ۱۹۵۹ به دنیا آمد. او در موسیقی رای (که نوعی موسیقی فولک الجزایر است) با نام شابه زهوانیه خواننده‌ای مشهور شد. در سال ۱۹۸۶، پنج سال پس از شروع کار، با اجرای ترانهٔ «خالی یا خالي» به همراه شب حمید شهرت بسیاری کسب کرد. 